# South Australian Open 1980
Il South Australian Open 1980 è stato un torneo di tennis giocato sull'erba. È stata la 1ª edizione del torneo, che fa parte del WTA Tour 1980. Si è giocato ad Adelaide in Australia, dall'8 al 14 dicembre 1980.

## Campionesse

### Singolare
Hana Mandlíková ha battuto in finale  Sue Barker con il punteggio di 6–2, 6–4

### Doppio
Pam Shriver /  Betty Stöve hanno battuto in finale  Sue Barker /  Sharon Walsh con il punteggio di 6–4, 6–3